# Verbascum transolympicum
Verbascum transolympicum är en flenörtsväxtart som beskrevs av Hub.-mor.. Verbascum transolympicum ingår i släktet kungsljus, och familjen flenörtsväxter. Inga underarter finns listade i Catalogue of Life.